# Damián Ayude
Damián Ayude (Buenos Aires, 14 aprile 1982) è un allenatore di calcio argentino, tecnico del San Lorenzo.

## Carriera
Ha lavorato come vice di Nicolás Larcamón nelle sue esperienze con Deportivo Anzoátegui, León e Cruzeiro; ha collaborato anche con Fernando Batista, sia nel settore giovanile dell'Argentinos Juniors che alla guida della nazionale Under-20 argentina.  Come primo allenatore ha invece diretto l'Unión San Felipe e la selezione Under-17 del Venezuela.
Il 30 aprile 2024 diventa il tecnico del San Lorenzo II; il 4 giugno 2025 subentra alla guida della prima squadra del club rossoblù, con cui firma un annuale.